# 巴海
巴海（穆麟德轉寫：bahai，？—1696年），瓜尔佳氏，满洲镶蓝旗人，清朝初年将领。
巴海是沙尔虎达的长子。初封牛录额真，顺治十四年（1657年），累迁秘书院侍读学士。顺治十六年（1659年），沙尔虎达死后，承袭父亲被授予宁古塔总管之职。顺治十七年（1660年），与副都统尼哈里等率兵联合当地部落使犬部，分布水军，潜伏江边，在石勒喀河流域的古法檀击败了由阿發那西·帕什科夫率领的俄罗斯军队，斩六十余级。叙功，加拖沙喇哈番。次年发现巴海隐瞒了之前战斗中的不利，尽削原袭及功加世职。
康熙元年（1662年），以巴海为宁古塔将军。在任上，他招降了边外的墨尔哲之族。其族长扎努喀布克托请求内徙，康熙十年（1671年），巴海请徙置宁古塔近地，置佐领四十，以授扎努喀布克托及其族属，分领其众，号为新满洲。康熙十三年冬，巴海率诸佐领入觐，被赏赐黑狐裘、貂朝衣各一袭。康熙十七年（1678年），因抚辑新满洲有劳，与副都统安珠瑚一起，被授予世职一等阿达哈哈番兼拖沙喇哈番。
康熙二十二年，巴海因上报田禾歉收不实而被弹劾，部议夺官、削世职。康熙帝念在巴海抚慰新满洲之功的份上，下令罢免其将军之职，降为三等阿达哈哈番。康熙二十三年，授镶蓝旗蒙古都统，列议政大臣。康熙三十五年卒，子四格袭职。